# Godfrey Kateregga
Godfrey Kateregga   (Mulago, 5 de maig de 1960 - Mulago, 13 de març de 1999) és un exfutbolista ugandès de la dècada de 1980.
Fou internacional amb la selecció de futbol d'Uganda.
Pel que fa a clubs, destacà a Tobacco FC, Kampala City Council FC, SC Villa i Express FC.